# Holy Smoke
„Holy Smoke“ е двадесет и първият сингъл на британската хевиметъл група Айрън Мейдън и първият с китариста Яник Герс, който се присъединява към групата през лятото на 1990 г. Сингълът е издаден само няколко седмици преди албума „No Prayer for the Dying“.
Песента е за скандалите с телеевангелистите в САЩ през 80-те години и представлява критика срещу тези, които използват християнската религия, за да се облагодетелстват. Към видеото е подходено с чувство за хумор. Клипът е заснет във фермата на Стив Харис и включва кадри с членовете на групата, играещи футбол и каращи трактор. Брус Дикинсън подскача в поле с ряпа, облечен с розова тениска, а продуцентът Мартин Бирч е заснет да носи садо-мазо костюм. Видеото е режисирано от Стив Харис.

## Състав
- Брус Дикинсън – вокал
- Дейв Мъри – китара
- Яник Герс – китара
- Стив Харис – бас, беквокал
- Нико Макбрейн – барабани

|  | Тази страница частично или изцяло представлява превод на страницата Holy Smoke (song) в Уикипедия на английски. Оригиналният текст, както и този превод, са защитени от Лиценза „Криейтив Комънс – Признание – Споделяне на споделеното“, а за съдържание, създадено преди юни 2009 година – от Лиценза за свободна документация на ГНУ. Прегледайте историята на редакциите на оригиналната страница, както и на преводната страница, за да видите списъка на съавторите. ВАЖНО: Този шаблон се отнася единствено до авторските права върху съдържанието на статията. Добавянето му не отменя изискването да се посочват конкретни източници на твърденията, които да бъдат благонадеждни. |